# Masakr v Kirjat Šmoně
Masakr v Kirjat Šmoně byl útok tří palestinských teroristů na civilní obyvatelstvo izraelského města Kirjat Šmona, 11. dubna 1974, který měl za následek 18 mrtvých.

## Útok
11. dubna 1974 překročili tři členové teroristické organizace Lidová fronta pro osvobození Palestiny - Hlavní velení (LFOP-HV) izraelsko-libanonskou hranici. Vnikli do obytné budovy ve městě Kirjat Šmona, kde zabili všech osmnáct obyvatel domu, včetně devíti dětí. Teroristé zahynuli při následné přestřelce s izraelskou armádou.
Masakr v Kirjat Šmoně byl součástí palestinské ozbrojené kampaně vedené proti izraelským cílům, která vyvrcholila Masakrem na pobřežní silnici v roce 1978 a vyvolala izraelskou vojenskou odpověď v podobě operace Lítání.